# Villena
Villena – miasto w Hiszpanii, we wspólnocie autonomicznej Walencja. W 2008 liczyło 34 928 mieszkańców.

## Historia
- 713 – najstarsza udokumentowana wzmianka o mieście;
- 1240 – zdobycie miasta z rąk muzułmanów przez króla Aragonii Jakuba I;
- 1243 – miasto przechodzi pod wpływy królów Kastylii w wyniku postanowień traktatu z Almizry;
- 1525 – nadanie praw miejskich przez KarolaV;

## Zabytki
- XV wieczny zamek La Atalya, otoczony murem obronnym z sześcioma wieżami;
- kościół Santiago – zbudowany w 1492 roku zwracający uwagę okazałym retabulum i fantazyjnymi kolumnami.

## Miasta partnerskie
- Escalona, Hiszpania
- Peñafiel, Hiszpania

## Urodzeni w Villena
- María-Teresa Torró-Flor, hiszpańska tenisistka